# テディ・メイヤー

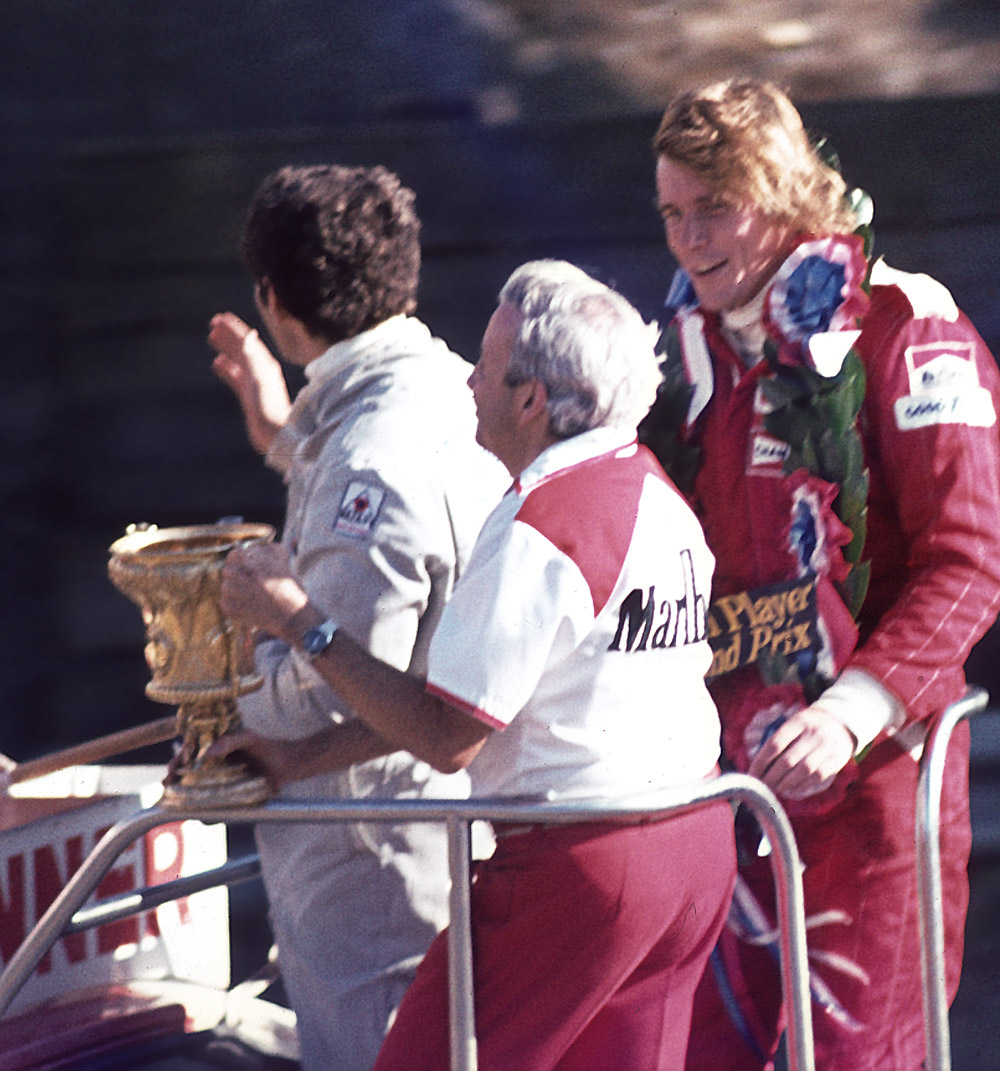
トロフィーを持つ人物がメイヤー。右はジェームス・ハント

エドワード・エベレット・"テディ"・メイヤー（Edward Everett "Teddy" Mayer,　1935年9月8日 - 2009年1月30日）はアメリカペンシルベニア州スクラントン出身の企業家、モータースポーツ・ディレクター。
F1のマクラーレンチームの代表として成功の基礎を築き、インディカーのペンスキー・レーシングの活動にも貢献した。

## 略歴

### マクラーレン時代
メイヤーはエール大学やコーネル大学のロー・スクールで学びながら、弟のレーシングドライバー、ティミー・メイヤー (Timmy Mayer) のマネージャーとしてモータースポーツの世界に入った。ふたりはピーター・レブソンと共にRev-Em Racingを結成。ティミーはFJチャンピオンとなり、1962年のF1アメリカGPにクーパーからスポット参戦した。
1963年、彼らはヨーロッパに渡り、クーパーのワークスドライバー、ブルース・マクラーレンが創設したプライベートチーム「ブルース・マクラーレン・モーターレーシング」に参加した。1964年初頭、チームは新設されたタスマンシリーズに参戦したが、2月の最終戦でティムは事故死してしまった。弟の死後もメイヤーはチームに残り、ブルースの右腕として運営に携わった。
チームは1966年よりレーシングカー・コンストラクター「マクラーレン」として活動開始し、F1とCan-Amに参戦。Can-AMでは1968年より黄金期を築き上げ、F1でも1968年に初勝利を獲得した。しかし、チームオーナーのブルースは1970年6月にグッドウッド・サーキットでのテスト中に事故死してしまった。マクラーレンは存続の危機に立たされたが、メイヤーが代表の座を引き継いでチームを牽引した。
1973年、ゴードン・コパック作のマクラーレン・M23がデビューし、マクラーレンはF1でも成功期を迎える。1974年にはドライバーズ（エマーソン・フィッティパルディ）とコンストラクターズのダブルタイトルを初制覇し、1976年にはジェームス・ハントがチャンピオンを獲得した。また、インディ500でもジョニー・ラザフォードが1974年と1976年に優勝した。
しかし、チームはグラウンド・エフェクト・カーの開発に乗り遅れ、1970年代末は低迷期に陥る。1977年にはジル・ヴィルヌーヴをテスト起用したが、メイヤーは正式契約を結ばず、ヴィルヌーヴはフェラーリに加入した。また、1980年には大型新人のアラン・プロストを起用したが、1シーズン限りでチームを離脱してしまった。
1980年末、メインスポンサーであるフィリップモリスの意向により、ロン・デニス率いる「プロジェクト4」がチームに合流した。メイヤーはデニスとともに共同代表を務めたが、1982年シーズン後に保有するチーム株式を手放し、創設以来関わってきたマクラーレンから去ることになった。

### CART時代
1984年、同じくマクラーレンの創設メンバーだったテイラー・アレクサンダーと共に「メイヤー・モーター・レーシング」を設立し、CARTシリーズに参戦。デビューシーズンながらトム・スニーバ (Tom Sneva) が3勝を記録し、ドライバーズランキング2位になるという成功を収めた。
1985年、CARTのニューマン・ハース・レーシングのオーナー、カール・ハースの誘いに乗り、チーム・ハース（ハース・ローラ）の共同代表としてF1に復帰した。元F1チャンピオンのアラン・ジョーンズと契約し、フォードV6ターボエンジンの独占供給を受けたが、チームは成功せず1986年シーズンをもって撤退した。
メイヤーはCARTに戻り、名門ペンスキーに加入。創始者ロジャー・ペンスキーの片腕となり、ペンスキー・レーシングの副代表、およびイギリスの製造部門ペンスキー・カーズの副会長を務めた。また、2007年まで顧問を務めた。
2009年1月30日、イギリスサリーの自宅で死去した。73歳没。

## 関連事項
- F1関係者の一覧
- カナディアン-アメリカン・チャレンジカップ（Can-AM）
- ペンスキー・レーシング